# 陈翠婷
陈翠婷（1971年—），湖南长沙人，中国女子体操运动员，国际级运动健将。曾在亚洲运动会体操比赛中获得6枚金牌和2枚银牌。她也参加了1988年夏季奥林匹克运动会，進入跳馬決賽，獲得第6名。